# Абрамян, Вараздат Карапетович
Вараздат Карапетович Абрамян (1921—1992) — советский военнослужащий. В Рабоче-крестьянской Красной Армии служил с 1940 по 1945 год. Воинская специальность — артиллерист. Участник Великой Отечественной войны. Полный кавалер ордена Славы. Воинское звание на момент демобилизации — гвардии старший сержант. С 1953 года гвардии младший лейтенант запаса. После войны на учебно-спортивной работе. Заслуженный тренер Армянской ССР (1964). Заслуженный деятель физической культуры и спорта Армянской ССР (1972).

## Биография
Родился 9 июля 1921 года в крестьянской семье. Армянин.
Относительно точного места рождения В. К. Абрамяна источники разнятся. Согласно одним данным он родился в городе Эривань (с 1936 года — Ереван). Другие источники местом рождения Вараздата Карапетовича называют либо село Нигатун, либо село Пушчи Эчмиадзинского уезда Армянской ССР (ныне Арагацотнская область Республики Армения).
В 1940 году В. К. Абрамян окончил десятый класс ереванской средней школы № 5, и в октябре того же года Кировским районным военкоматом города Еревана был призван в ряды Рабоче-крестьянской Красной Армии. Срочную службу Вараздат Карапетович проходил в Прибалтийском особом военном округе в стрелковой части, дислоцировавшейся в городе Мариямполе Литовской ССР. В боях с немецко-фашистскими захватчиками В. К. Абрамян с 23 июня 1941 года. Боевое крещение принял под Каунасом. В одном из первых боёв был ранен и эвакуирован в госпиталь.
В ноябре 1942 года с пополнением красноармеец В. К. Абрамян прибыл в 38-ю гвардейскую стрелковую дивизию, находившуюся в резерве Юго-Западного фронта после тяжёлых и кровопролитных боёв в Сталинграде и у станицы Клетской. В полках дивизии в этот момент ощущалась острая нехватка бойцов в артиллерийских расчётах, и хотя Вараздат Карапетович не был обучен артиллерийской специальности, он добровольно вызвался пойти в артиллеристы. Его определили наводчиком орудия в 115-й гвардейский стрелковый полк. Новую воинскую специальность гвардии красноармейцу Абрамяну пришлось осваивать непосредственно на поле боя. С 11 декабря 1942 года 38-я гвардейская стрелковая дивизия принимала участие в операции «Уран», а затем в операции «Скачок». В боях на миллеровском направлении гвардии красноармеец Абрамян заменил выбывшего из строя командира орудия, и умело командуя расчётом, разгромил крупную колонну отступающего противника, уничтожив много вражеской техники и пехоты. 17 января 1943 года Вараздат Карапетович участвовал в боях за город Миллерово. За умелое командование артиллерийским расчётом и проявленное при этом личное мужество В. К. Абрамян получил сержантское звание, был утверждён в должности командира орудия и награждён медалью «За отвагу». 9 февраля 1943 года в боях под городом имени Л. М. Кагановича Вараздат Карапетович был ранен и выбыл из строя до осени 1943 года.
Пока В. К. Абрамян находился на лечении, 38-я гвардейская стрелковая дивизия выбыла из состава 1-й гвардейской армии, поэтому после возвращения из госпиталя Вараздат Карапетович в штабе армии получил назначение 917-й артиллерийский полк 350-й стрелковой дивизии. С ноября 1943 года гвардии старший сержант В. К. Абрамян в должности командира орудия 3-й батареи 1-го дивизиона своего полка сражался на 1-м Украинском фронте за освобождение Украины и юго-восточной Польши (Житомирско-Бердичевская, Проскуровско-Черновицкая и Львовско-Сандомирская операции), принимал участие в боях за Житомир, Кременец и Сандомир. Находясь непосредственно в боевых порядках своей пехоты, огнём орудия расчёт гвардии старшего сержанта Абрамяна неоднократно способствовал отражению вражеских контратак и продвижению вперёд стрелковых подразделений.
9 декабря 1943 года в бою у деревни Лисица Макаровского района Киевской области Вараздат Карапетович был ранен, но после перевязки добровольно вернулся к орудию и продолжил уничтожать врага. Приказом от 25 января 1944 года гвардии старший сержант К. В. Абрамян был награждён орденом Славы 3-й степени (№ 25802).
Вновь расчёт В. К. Абрамяна отличился в период с 18 июля по 31 июля 1944 года. Вараздат Карапетович со своими бойцами в числе первых форсировал реки Западный Буг и Сан и огнём орудия обеспечивал закрепление захваченных штурмовыми группами плацдармов. 29 июля 1944 года под сильным артиллерийским огнём неприятеля он переправил свою пушку на левый берег реки Вислы у города Сандомира, и быстро закрепившись на огневой позиции, отразил две контратаки противника, уничтожив до взвода немецкой пехоты. В ходе боёв за удержание и расширение Сандомирского плацдарма гвардии старший сержант В. К. Абрамян действовал смело и решительно, не раз срывая метким огнём планы врага. 31 июля 1944 года его орудие поддерживало действия советской пехоты, атаковавшей немецкие укрепления. В ходе боя Абрамяну пришлось выдвинуть орудие на прямую наводку, чтобы эффективно подавлять пулемётные точки врага. Внезапно противник большой группой автоматчиков при поддержке нескольких танков перешёл в контратаку. Встречный бой продолжался около двух часов. Трое бойцов из расчёта Абрамяна погибли. Командир орудия был ранен, но не покинул поля боя. Сам встав к орудию, Вараздат Карапетович продолжал вести шквальный огонь прямой наводкой по контратакующему противнику. Сопротивление неприятеля было сломлено, и он был выбит с занимаемых рубежей. В ходе боя гвардии старший сержант В. К. Абрамян со своими бойцами подбил три «Пантеры», два «Тигра» и уничтожил до 50 солдат и офицеров вермахта. Несмотря на ранение, Вараздат Карапетович остался в строю, но уже 1 августа Абрамян получил очередное ранение и вновь оказался на больничной койке. За проявленное в боях мужество гвардии старший сержант В. К. Абрамян приказом от 14 сентября 1944 года был награждён орденом Славы 2-й степени (№ 30011).
Новым местом службы В. К. Абрамяна после излечения стал 556-й гаубичный артиллерийский полк 47-й гаубичной артиллерийской бригады 13-й артиллерийской дивизии прорыва. Сражаясь на 1-м Украинском фронте, Вараздат Карапетович в составе своего подразделения участвовал в прорыве немецкой обороны на Сандомирском плацдарме в районе Кельце, огнём орудия и колёсами обеспечивал продвижение пехоты к Одеру, сражался в Силезии, штурмовал город Нейссе. 6 апреля 1945 года артиллерийская дивизия, в которой служил гвардии старший сержант В. К. Абрамян была придана 60-й армии и в составе 4-го Украинского фронта принимала участие в Моравско-Остравской и Пражской операциях. Поддерживая наступательные действия подразделений армии, артиллеристы генерал-майора В. И. Кофанова обеспечили прорыв глубоко эшелонированной и сильно укреплённой обороны противника, взятие крупных узлов сопротивления Троппау и Оломоуц и их стремительное продвижение к столице Чехословакии городу Праге. Гвардии старший сержант В. К. Абрамян особенно отличился в уличных боях в Троппау. Пытаясь удержать Моравский промышленный район, немцы стремились превратить каждый дом в крепость. В подвалах строений были обустроены ДОТы, а на чердаках оборудованы пулемётные гнёзда. В ходе штурма города расчёт Абрамяна, находясь непосредственно в боевых порядках штурмовых групп, неоднократно выкатывал орудие на открытую позицию и уничтожал огневые точки врага, мешавшие продвижению пехоты и техники. За время боя Вараздат Карапетович со своими бойцами уничтожил противотанковое орудие, подавил огонь трёх пулемётных точек, истребил до роты вражеских солдат. Не менее отважно В. К. Абрамян сражался за город Оломоуц и на пути к Праге, где он и завершил свой боевой путь.
В праздничной суматохе и в атмосфере всеобщего ликования по случаю окончания войны награждение гвардии старшего сержанта В. К. Абрамяна несколько задержалось, но о подвиге артиллериста не забыли. 15 мая 1946 года указом Президиума Верховного Совета СССР Вараздат Карапетович Абрамян был награждён орденом Славы 1-й степени (№ 1321). К этому времени Вараздат Карапетович уже демобилизовался и вернулся в Ереван. С 1949 года он работал директором Республиканской детско-юношеской спортивной школы. Параллельно учился в Армянском государственном институте физической культуры, который окончил в 1953 году. В связи с окончанием военной кафедры при ВУЗе, ему было присвоено воинское звание младшего лейтенанта запаса. За многолетнюю добросовестную и плодотворную работу директором ДЮСШ в 1964 году В. К. Абрамяну было присвоено звание Заслуженного тренера Армянской ССР. С 1972 года Вараздат Карапетович трудился в Министерстве просвещения Армянской ССР в должности начальника отдела физического воспитания. В том же году он был удостоен почётного звания « Заслуженный деятель физической культуры и спорта».
Умер 9 марта 1992 года на семьдесят первом году жизни. Похоронен в городе Ереване.

## Награды и звания
- Орден Отечественной войны 1-й степени (06.04.1985)
- Орден Красной Звезды
- Орден Славы 1-й степени (15.05.1946)
- Орден Славы 2-й степени (14.09.1944)
- Орден Славы 3-й степени (25.01.1944)
- Медали, в том числе:

Медаль «За отвагу» (06.02.1943)
Медаль «За оборону Сталинграда»
- Заслуженный тренер Армянской ССР (1964)
- Заслуженный деятель физической культуры и спорта (1972)

## Документы
- Общедоступный электронный банк документов «Подвиг Народа в Великой Отечественной войне 1941—1945 гг.» Дата обращения: 7 февраля 2014. Архивировано из оригинала 13 марта 2012 года. номера в базе данных:

Орден Отечественной войны 1-й степени (архивный реквизит 1510155949).
Орден Славы 2-й степени (архивный реквизит 32988771).
Орден Славы 3-й степени (архивный реквизит 32896276).
Медаль «За отвагу» (архивный реквизит 16627714).